# 하바타 고키
하바타 고키(일본어: 羽畑 公貴, 1983년 7월 22일 ~ )는 일본의 전 축구 선수이다.

## 구단 경력
과거 감바 오사카, 사간 도스에서 활동하였다.